# 섹스봄 걸스
섹스봄 걸스(SexBomb Girls)는 필리핀의 걸 그룹이다.